# Skaro
Skaro é o planeta fictício da série de ficção científica da BBC Doctor Who. Ele foi criado pelo escritor Terry Nation como o planeta natal dos Daleks.
Em The Daleks, Skaro é descrito como sendo o décimo segundo planeta de seu sol,  enquanto em Genesis of the Daleks (1975) afirma-se que Skaro está situado na "Seventh Galaxy" (Sétima Galáxia). Ele é retratado como tendo várias luas: Flidor, Falkus e Omega Mysterium, com Falkus sendo apresentada como uma construção artificial criada pelos Daleks como um último refúgio. Falkus e Omega Mysterium também são referenciados no  Big Finish Productions I, Davros audio dramas I, Davros: Innocence (2006) e I, Davros: Purity (2006). Em Destiny of the Daleks (1979) o Movellans referem-se a Skaro como D-5-Gamma-Z-Alpha.

## História
Os eventos descritos em "Genesis of the Daleks" (1975), aparentemente, acontecem antes de "The Daleks" (1963-64), enquanto no "The Evil of the Daleks" (1967), a história de que conclui com a aparente destruição dos Daleks devido a uma guerra civil em Skaro, o Segundo Doutor afirma que estas criaturas são o 'ponto final'.
Em "Destiny of the Daleks" (1979), o conjunto de muitos séculos após os acontecimentos de "Genesis of the Daleks", os Daleks retornam a um Skaro abandonada e ainda radioativa, para recuperar seu criador, Davros. Na subsequente série "Revelation of the Daleks" (1985), os Daleks são mostrados para terem reocupado Skaro; quem é leal ao Dalek Supremo, viajaram de lá para capturar Davros e destruir o seu novo exército Dalek no planeta Necros.
A última aparição de Skaro da série clássica está na história "Remembrance of the Daleks" (1988), em que o Sétimo Doutor usou truques para levar Davros e seus Daleks imperiais para ir a um Senhor do Tempo para usar um aparelho chamado "Hand of Omega", no sol de Skaro para recriar as viagens no tempo de Gallifrey. O Doutor sabota o dispositivo, no entanto, fazendo com que o seu sol se transforme em uma supernova que oblitera completamente o planeta.
Uma imagem de Skaro é mostrada brevemente no início de Doctor Who: O Filme, de 1996, a narrativa indica que é o local de um julgamento do Mestre. Nenhuma referência à destruição prévia do planeta é feita. Uma tentativa de explicar essa incongruência é feita no romance "War of the Daleks" (1997), no qual, no clímax dos eventos retratados em "Remembrance of the Daleks", os Daleks manipulam Davros e do Sétimo Doutor a destruir um planeta chamado Antalin, que tinham terraformado para assemelhar-se Skaro e tomarem os seus lugares.
Na nova série, Skaro é referenciado pela introdução do Culto de Skaro em "Doomsday" (2006)  e "Daleks in Manhattan" (2007), onde o personagem Dalek Caan afirma que o planeta "… é destruído em uma grande guerra ".  Mais tarde, no episódio "Asylum of the Daleks" (2012), o Décimo primeiro Doutor é atraído para Skaro brevemente. O planeta é retratado como tendo sido abandonado mais uma vez e é mostrado com um céu vermelho, tempestade, a paisagem preenchido com estruturas abandonadas e arranha-céus. Isto é consistente com a aparência pós-Guerra do Tempo em Skark como visto em o download City of the Daleks e um artigo escrito por Russell T Davies na Doctor Who Annual 2006,, que afirma que Skaro foi devastada no fim da Guerra do Tempo.
Skaro aparece em "The Magician's Apprentice" e no "The Witch's Familiar" (2015)", onde Davros é mostrado pela primeira vez como um adolescente perdido num campo de batalha deserto, e, em seguida, tendo retornado ao planeta muitos anos mais tarde a morrer com seus "filhos", os Daleks. O planeta foi tornado invisível e, quando questionado pelo Doutor, Davros afirma que os Daleks reconstruíram-no.